# Standard Vanguard (Phase I)

Standard Motor Company

Der Standard Vanguard der Phase I ist ein Personenkraftwagen des ehemaligen britischen Automobilherstellers Standard, der – zuletzt in leicht abgewandelter Form als Phase IA – von 1947 bis 1953 produziert wurde. Seine Baureihe ist die erste von insgesamt drei Modellgenerationen, die den Namen Vanguard trugen. Mit seiner im Pontonstil gestalteten Karosserie war der erste Vanguard stilistisch einer der modernsten britischen Pkw seiner Zeit. Eine äußerliche Ähnlichkeit mit dem sowjetischen Personenwagen GAZ-M20 Pobeda, der ein Jahr vor dem Vanguard erschienen war, gab Anlass zu Plagiatsdiskussionen.

## Entstehungsgeschichte
Die in Coventry ansässige Standard Motor Company war in den 1930er-Jahren vor allem mit in großer Serie gefertigten Fahrzeugen der unteren Mittelklasse wie dem Standard Eight, Nine und Ten erfolgreich. Zum Ende des Jahrzehnts erschienen außerdem die etwas größeren Flying Standards (Flying Twelve, Flying Fourteen, Flying Sixteen und Flying Twenty), die „semi-aerodynamische“, bei Briggs gebaute Karosserien hatten. Nach dem Krieg setzte Standard zunächst die Produktion der Modelle Eight und Twelve fort.
1947 lief die Fertigung der alten Standard-Fahrzeuge aus. Sie wurden durch den neu konstruierten Vanguard ersetzt. Der Vanguard war der Versuch einer Neuausrichtung der Standard Motor Company: Nachdem das Unternehmen bis in die 1930er-Jahre hinein vor allem Autos für kleinere Klassen gebaut hatte, besetzte es mit dem Vanguard nunmehr das Segment der Mittelklasse. Mit ihm wechselte Standard zur Ein-Modell-Politik. Eine mittelbare Ergänzung fand er allerdings in einem Roadster sowie den Limousinen 1800 Town & Country, Renown und Mayflower, die unter der seit 1945 zum Konzern gehörenden Marke Triumph angeboten wurden. Im Gegensatz zum progressiv gestalteten Vanguard hatten sie ein betont konservatives Design. Ihre Technik wurde in mehreren Schritten an die des Vanguard angepasst.
Der Vanguard Phase I und IA blieb bis 1953 im Programm. Dann ersetzte Standard ihn durch den technisch weitgehend übereinstimmenden, stilistisch aber eigenständigen Vanguard Phase II, der seinerseits nur drei Jahre lang produziert wurde. 1960 wurde Standard vom Lastwagenhersteller Leyland Motors übernommen, der 1963 die Marke Standard auslaufen ließ und das Personenwagenprogramm allein mit der Marke Triumph fortsetzte.

## Modellbezeichnung
Die Modellbezeichnung Vanguard (deutsch: Vorhut) hatte militärischen Hintergrund. Sie nahm auf das britische Schlachtschiff HMS Vanguard Bezug, das 1944 mit großem öffentlichen Interesse in Betrieb genommen worden war. Mit diesem Begriff sollte das Auto angesichts des gerade zu Ende gegangenen Zweiten Weltkriegs für Menschen attraktiv erscheinen, die aktiv am Krieg teilgenommen hatten.
Auch war er das erste Modell mit dem neuen Standard-Emblem, das einen reich verzierten Flügel eines Vogel Greif darstellte.

## Modellbeschreibung

### Karosserie

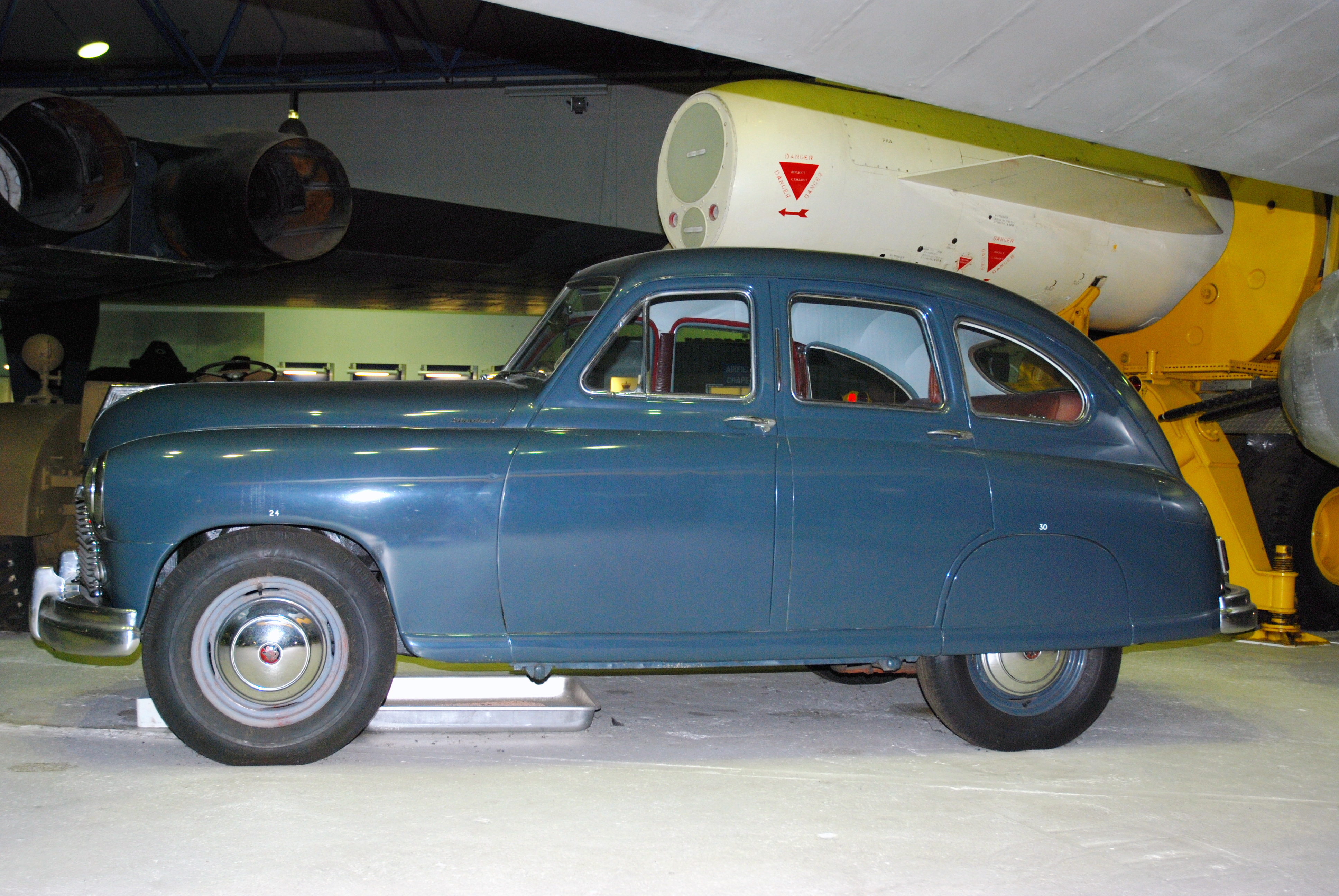
Profil des Vanguard Saloon

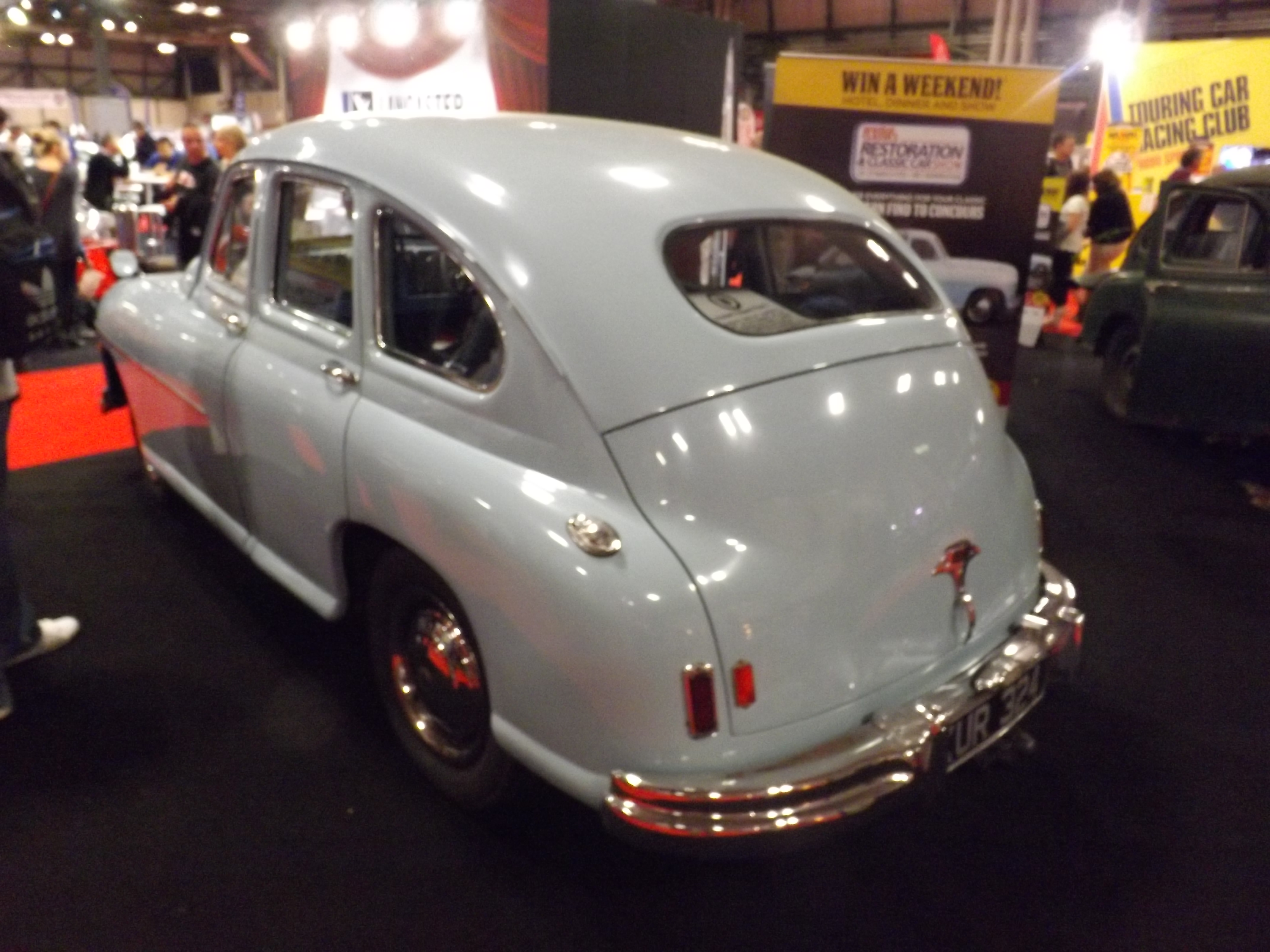
Beetle Back: Standard Vanguard Phase I

Der Standard Vanguard hat eine Stahlkarosserie, die mit dem Chassis verschraubt ist. Ihre Pontonform, ein einheitlicher Karosseriekörper ohne vorstehende Kotflügel, war erst seit dem Krieg bei Serienwagen aufgekommen und der Vanguard war nach dem Pobeda in der UdSSR und dem Crosley in den USA das erste Modell in Großbritannien in dieser Form. Sie ist ein Entwurf des Standard-Designers Walter Belgrove. Nach Vorgabe des Unternehmensleiters John Black sollte sich die Karosserie an zeitgenössischen US-amerikanischen Fahrzeugen orientieren. Black sandte Belgrove zu Studienzwecken nach London, wo er im Umfeld der US-amerikanischen Botschaft  Skizzen von den dort vorzufindenden amerikanischen Autos machen sollte. So wurde die stark abgerundete Heckpartie eines 1941er Plymouth, den Belgrove am Grosvenor Square gesehen hatte, zu einem der Vorbilder des neuen Vanguard.
Zunächst war der Vanguard nur als viertürige Limousine (Saloon) mit Buckelheck erhältlich, das im englischen Sprachgebrauch Beetle Back (Käferheck) genannt wird. Die Größe des Heckfensters variiert bei den Baureihen Phase I und Phase IA. Hinter der C-Säule befindet sich ein Seitenfenster mit abgerundeten hinteren Ecken. Während der erste Prototyp des Vanguard noch sogenannte Selbstmördertüren hatte, sind beim Serienmodell alle vier Türen vorn angeschlagen. In den vorderen Ausläufern der Kotflügel ist auf jeder Seite ein Rundscheinwerfer eingelassen, darunter befinden sich Standlicht und Blinker. In der Frontmaske verläuft auf beiden Seiten eine Kante, die zur Wagenmitte hin aufwärts gerichtet ist und im oberen Bereich durch den Spalt zwischen Motorhaube und Kotflügel fortgesetzt wird. In der ursprünglichen Version (Phase I) ist die Kühleröffnung an der Wagenfront mit 14 waagerecht angeordneten, verchromten Streben verkleidet, die im unteren Teil fast die gesamte Wagenbreite abdecken und sich nach oben, kürzer werdend, gleichsam zuspitzen.
Ab September 1948 war neben der Limousine auch ein viertüriger Kombi (Estate) erhältlich, dessen Form hinter der C-Säule der der Limousine abweicht. Die Dachlinie des Kombi verläuft im hinteren Bereich gerade. Die Hecktür hat zwei seitlich angeschlagene Türflügel mit Fenstern im oberen Bereich. Auf gleicher Basis entstand ein zweitüriger Van mit fensterlosen Seitenteilen.
Die Produktion der Karosserien war auf unterschiedliche Zulieferer aufgeteilt. Während die Aufbauten des Saloon bei Fisher and Ludlow in Birmingham entstanden, wurden Kombi- und Van-Karosserien unter Verwendung von Blechteilen, die Fisher and Ludlow lieferte, bei Mulliners of Birmingham zusammengebaut.

### Chassis und Fahrwerk
Der Standard Vanguard hat ein separates Chassis. Der Kastenrahmen besteht aus Stahl und hat eine kreuzförmige Verstrebung. Er wurde für den Vanguard neu konstruiert und sollte mit möglichst einfachem Aufbau eine hohe Belastbarkeit und einfachen Unterhalt ermöglichen.
Die vorderen Räder sind einzeln an Doppelquerlenkern mit Schraubenfedern aufgehängt. Hinten ist eine Starrachse mit halbelliptischen Blattfedern und Stabilisator eingebaut. Alle vier Räder haben hydraulisch betätigte Trommelbremsen von Lockheed mit 228 mm Trommeldurchmesser. Die Aufhängungskomponenten des Vanguard Phase I wurde ab 1950 auch beim Triumph Renown verwendet.

### Motorisierung und Kraftübertragung

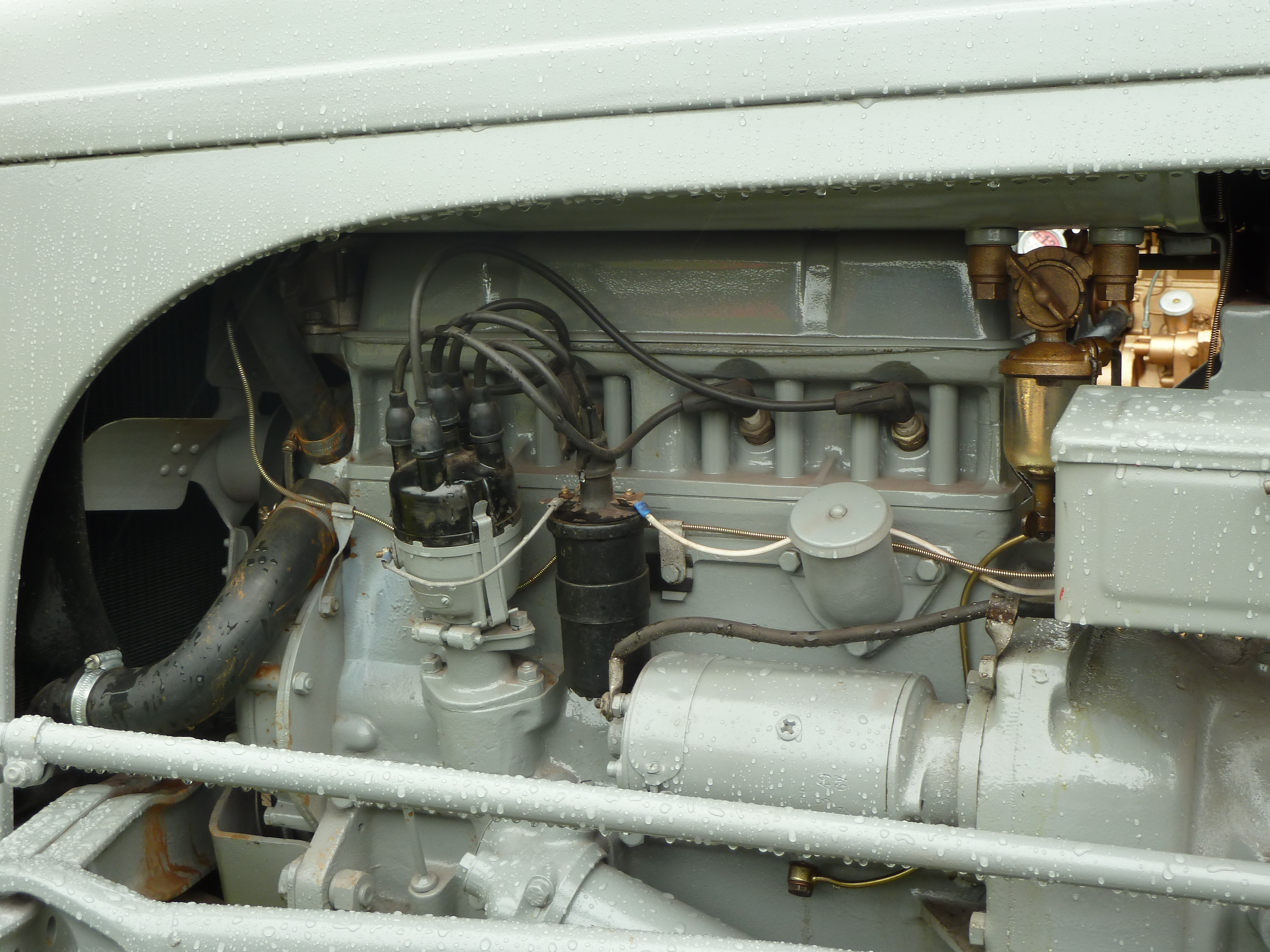
Standard-Vierzylindermotor (in einem TE20)

Der Vanguard hat einen von Standard neu konstruierten Vierzylinder-Reihenmotor. Der Motor wurde in abgewandelter Form außerdem im Traktor Ferguson TE20 verwendet, den Standard als Auftragsarbeit für Massey Ferguson baute. Zwar sind nur wenige Teile des Traktor- und des Pkw-Motors austauschbar; die grundsätzlich übereinstimmende Konstruktion ermöglichte es aber, die Motoren mit den gleichen Werkzeugen herzustellen. Einige Varianten dieses Motors erschienen später auch in Autos der Marken Triumph und Morgan.
Für die Verwendung im Vanguard war anfänglich eine 1,8-Liter-Version vorgesehen; vor Produktionsbeginn entschied sich Standard aber für eine Vergrößerung des Hubraums auf 2088 cm³ (85 mm Bohrung und 92 mm Hub). Die Gemischaufbereitung übernimmt ein einzelner Solex-Vergaser. Der Motor hat nasse Zylinderlaufbuchsen, eine seitliche Nockenwelle und hängende Ventile. Das Verdichtungsverhältnis beträgt 6,7 : 1. Der Motor leistet 68 bhp (50 kW) bei 4200 min−1.
Die Kraft wird über ein vollsynchronisiertes Dreiganggetriebe mit Lenkradschaltung auf die Hinterräder übertragen. Ab 1950 war gegen Aufpreis ein Overdrive von Laycock de Normanville erhältlich, das  Verbrauch und Motorlärm bei hoher Geschwindigkeit verringerte.

## Phase IA

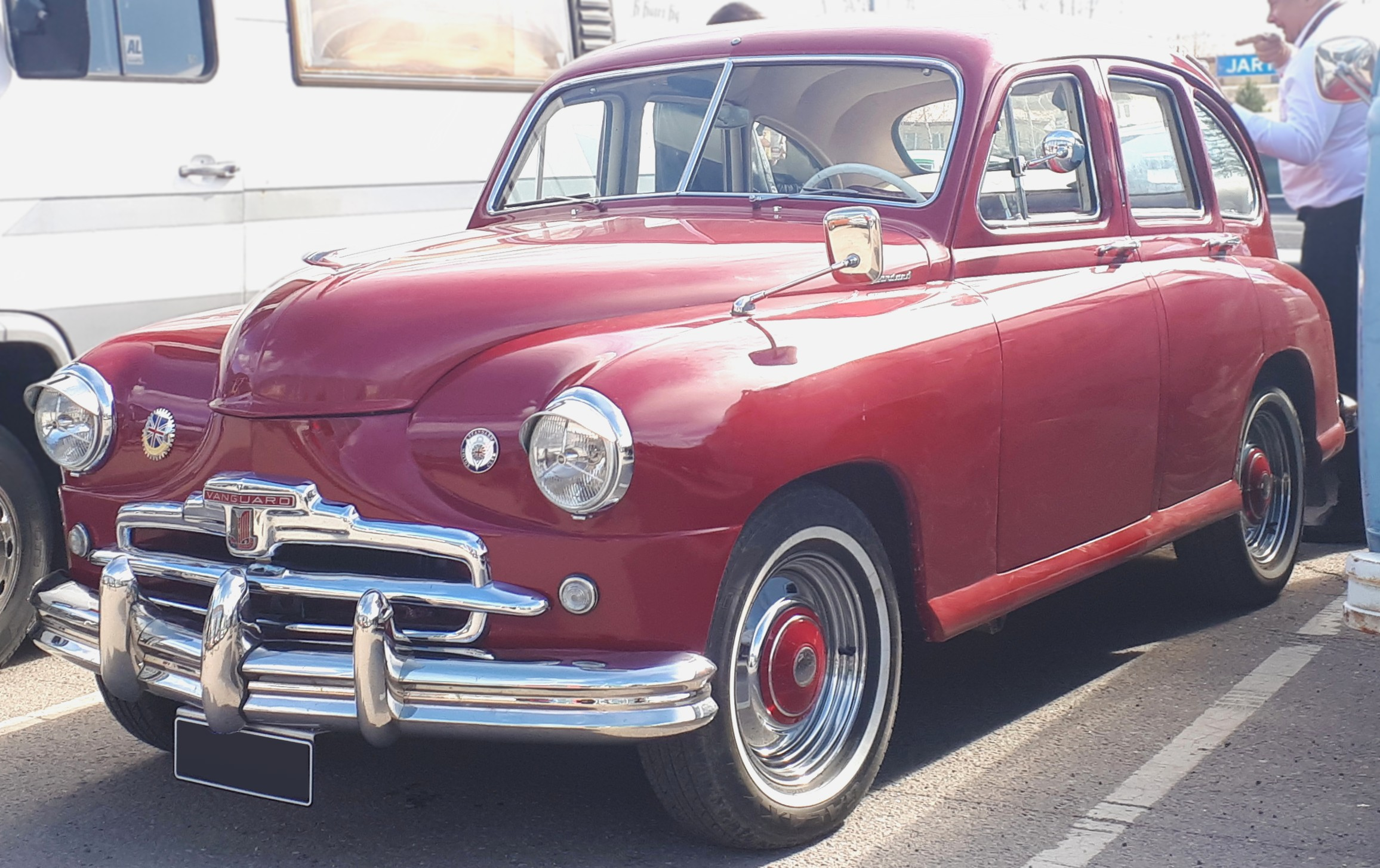
Standard Vanguard Phase IA

1952 überarbeitete Standard den Vanguard stilistisch in einigen Details. Diese Version, die bis zur Einstellung der ersten Generation im Sommer 1953 im Programm blieb, wird als Vanguard Phase IA bezeichnet. Die Überarbeitung betraf zunächst die Verkleidung der Kühleröffnung, die vereinfacht wurde: Statt der 14 waagerechten Streben hat die Kühleröffnung nun eine umlaufende verchromte Einfassung, in deren Mitte waagerecht eine breite Querstrebe verläuft. Neu sind auch drei Rammhörner in der Mitte der vorderen Stoßstange. Die Motorhaube der Phase-IA-Modelle ist flacher. Das Heckfenster der Limousine ist größer und ermöglicht eine bessere Sicht nach hinten.
Technische Änderungen gab es dagegen nicht; Antrieb und Fahrwerk entsprachen weiterhin der Phase I.

## Besondere Versionen

### Ute

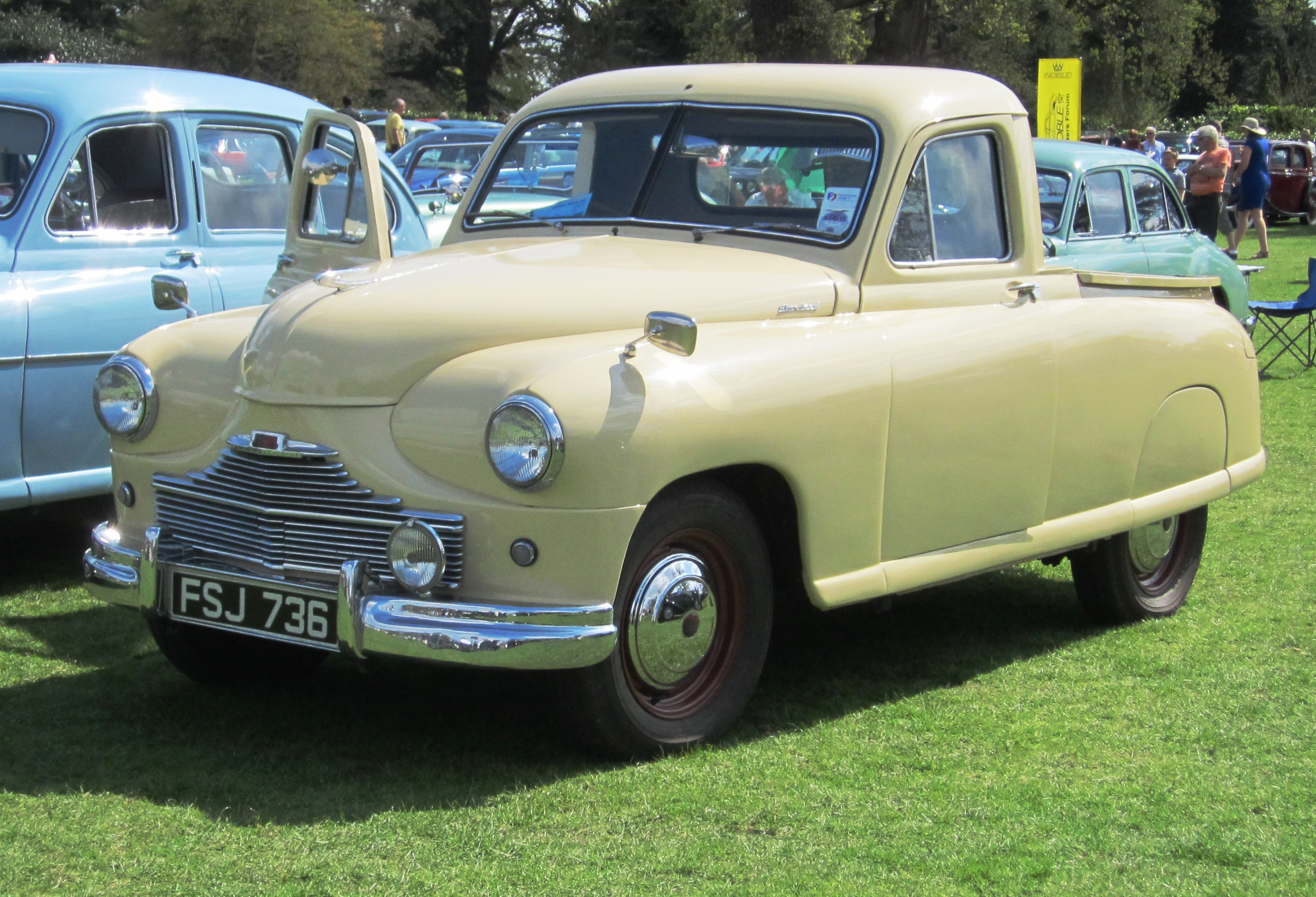
Standard Vanguard Ute

Das in Port Melbourne ansässige Unternehmen Australian Motor Industries (AMI) komplettierte seit 1949 Standard Vanguards unter anderem für den australischen und neuseeländischen Markt. Ergänzend zu den Limousinen und Kombis, die den britischen Varianten weitestgehend entsprachen, brachte AMI 1950 eine Pick-up-Version (im lokalen Sprachgebrauch: Ute) des Vanguard heraus. Der Ute war in Australien entwickelt worden. Er hat eine Passagierkabine mit zwei Türen und einer Sitzbank. Hinter den Sitzen schließt die Passagierkabine senkrecht ab. Einige Modelle haben nur ein einzelnes Fenster im hinteren Abschlussblech; bei anderen sind zusätzliche gewölbte Fenster eingebaut, die von der Rückwand der Fahrerkabine in die Wagenflanken hineinreichen. An das Passagierabteil schließt sich eine offene Ladefläche an; am Heck befindet sich eine unten angeschlagene Klappe. Technisch entspricht der Ute den britischen Limousinen und Kombis.
Die Vanguard Utes wurden auch in Großbritannien verkauft. Hier ging ein Großteil der Autos an die Royal Air Force. Auf dem privaten Markt blieben sie Außenseiter. Die britischen Kunden zogen Fahrzeuge mit größerer Nutzlast vor.

### Cabriolet

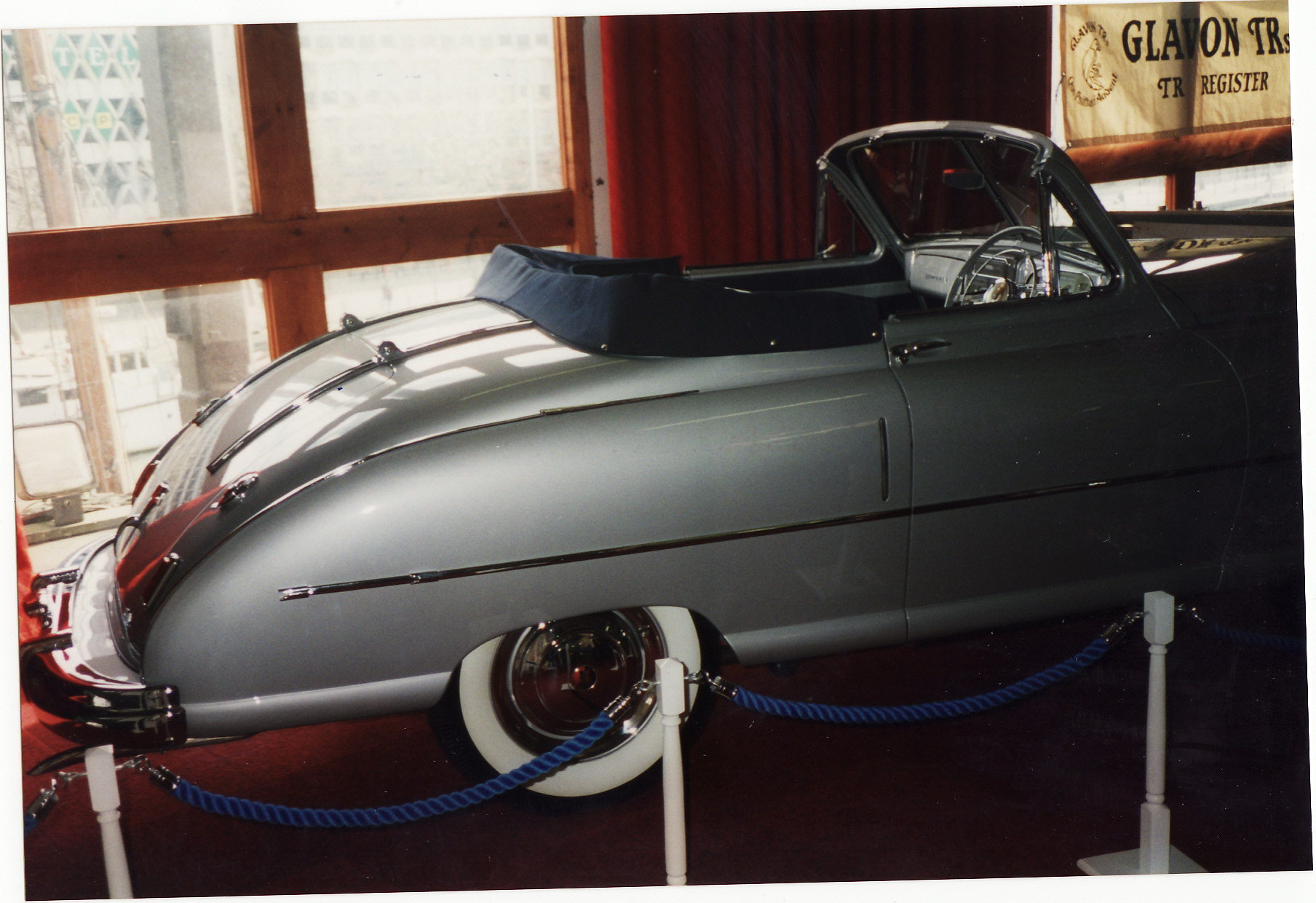
Standard Vanguard Convertible

Die Automobiles Imperia in Nessonvaux, die die Standard Vanguards für Belgien komplettierten, konstruierten eine Cabriolet-Version des Vanguard, die Standard selbst nicht im Programm hatte. Das Auto war ein Zweisitzer mit Stufenheck; einzelne Exemplare sollen auch mit einer Rückbank ausgestattet gewesen sein. Der Heckabschluss war eigenständig gestaltet. Der Kofferraum ist beim Cabriolet stärker gerundet als bei der serienmäßigen Limousine. Eigenständig sind auch die hinteren Radausschnitte, die den oberen Teil der Räder abdecken. Eine komplette Abdeckung der Hinterräder, die bei der Limousine wahlweise erhältlich war, gibt es beim Cabriolet nicht.
Das Cabriolet wurde im Januar 1950 auf dem  Brüsseler Autosalon vorgestellt. Bis 1953 entstanden 43 Cabriolets.

## Fahrleistungen
Ein vom britischen Magazin The Motor 1949 getesteter Vanguard Phase I erzielte eine Höchstgeschwindigkeit von 126,6 km/h und beschleunigte von 0 auf 100 km/h in 21,5 s. Der Benzinverbrauch betrug 12,3 l/100 km. Der Testwagen kostete £ 671 inkl. MwSt.

## Produktion
Der Standard Vanguard wurde im Juli 1947 angekündigt; die öffentliche Vorstellung des Autos erfolgte im Februar 1948 auf dem Brüsseler Auto Salon in Belgien. Die Auslieferung der ersten Fahrzeuge verzögerte sich bis ins Frühjahr 1948. Im Sommer dieses Jahres erreichte die Standard-Fabrik in Coventry einen Ausstoß zwischen 1000 und 2000 Fahrzeugen pro Woche. Die Autos gingen, um der britischen Wirtschaft dringend benötigte Devisen zuzuführen, zunächst ausschließlich in den Export. Erst 1950 war der Vanguard der Nachfrage entsprechend in Großbritannien erhältlich.
Für einige Märkte ließ Standard den Vanguard durch lokale Niederlassungen oder unabhängige Betriebe zusammenbauen. Insgesamt sind Fertigungen in elf Ländern nachgewiesen. In Indien und Kanada übernahmen die Standard-Niederlassungen den Zusammenbau von Vanguards, die in Einzelteilen angeliefert wurden. Unabhängige Fertigungsbetriebe gab es unter anderem in der Schweiz, in der die AMAG-Gruppe die Fertigung übernahm, und in Belgien, wo der ehemalige Automobilhersteller Imperia in Nessonvaux die Vanguards baute.
Insgesamt entstanden etwa 185.000 Exemplare des Vanguard Phase I und IA.

## Standard Vanguard und GAZ Pobeda
Bereits im Oktober 1944 – dreieinhalb Jahre vor der öffentlichen Präsentation des Standard Vanguard – hatte das sowjetische Automobilwerk GAZ den ersten Prototyp der Limousine GAZ-M20 Pobeda fertiggestellt, der den GAZ-M1 ersetzen sollte. Zwei Jahre später wurden die ersten Serienfahrzeuge in Handarbeit zusammengebaut, und im Herbst 1948 begann die industrielle Produktion in Gorki. Nachdem Standard im Februar 1948 in Brüssel den Vanguard vorgestellt hatte, erhob die sowjetische Presse den Vorwurf des Plagiats: Das Karosseriedesign des Standard Vanguard sei dem des Pobeda nachempfunden.
Ungeachtet der unterschiedlichen Abmessungen beider Autos – der Pobeda ist unter anderem 40 cm länger als der Vanguard – sind die Designkonzepte im Kern vergleichbar: Beide Autos haben eine Pontonkarosserie mit glatten Flanken, vier vorn angeschlagenen Türen und ein Buckelheck. Die Verkleidung der Kühleröffnung ist bei beiden Autos ähnlich. Es gibt allerdings auch deutliche Unterschiede: Die Oberkante der vorderen Kotflügel verläuft beim Pobeda niedriger als beim Standard Vanguard, und während der Vanguard im Anschluss an die hinteren Türen ein drittes Seitenfenster hat, gibt es beim Pobeda eine breite C-Säule.
Die angebliche Ähnlichkeit beider Modelle wurde noch Jahrzehnte nach der Produktionseinstellung thematisiert und teilweise so weit pointiert, dass der Vanguard das einzige westliche Auto sei, das jemals nach dem Vorbild eines sowjetischen Modells gestaltet wurde. Einige Untersuchungen treten dem allerdings entgegen und halten die Ähnlichkeiten für Zufall. Die Buckelheckkarosserie des Pobeda sei von Pininfarinas Lancia Aprilia von 1937 beeinflusst gewesen, der ebenfalls eine breite C-Säule hatte; die Pobeda-Designer hätten diese Form dann mit den Elementen der Pontonkarosserie verbunden. Die Verkleidung der Kühleröffnung sei in ähnlicher Form auch bei einigen US-amerikanischen Vorkriegsautos zu finden.